# Szyizm

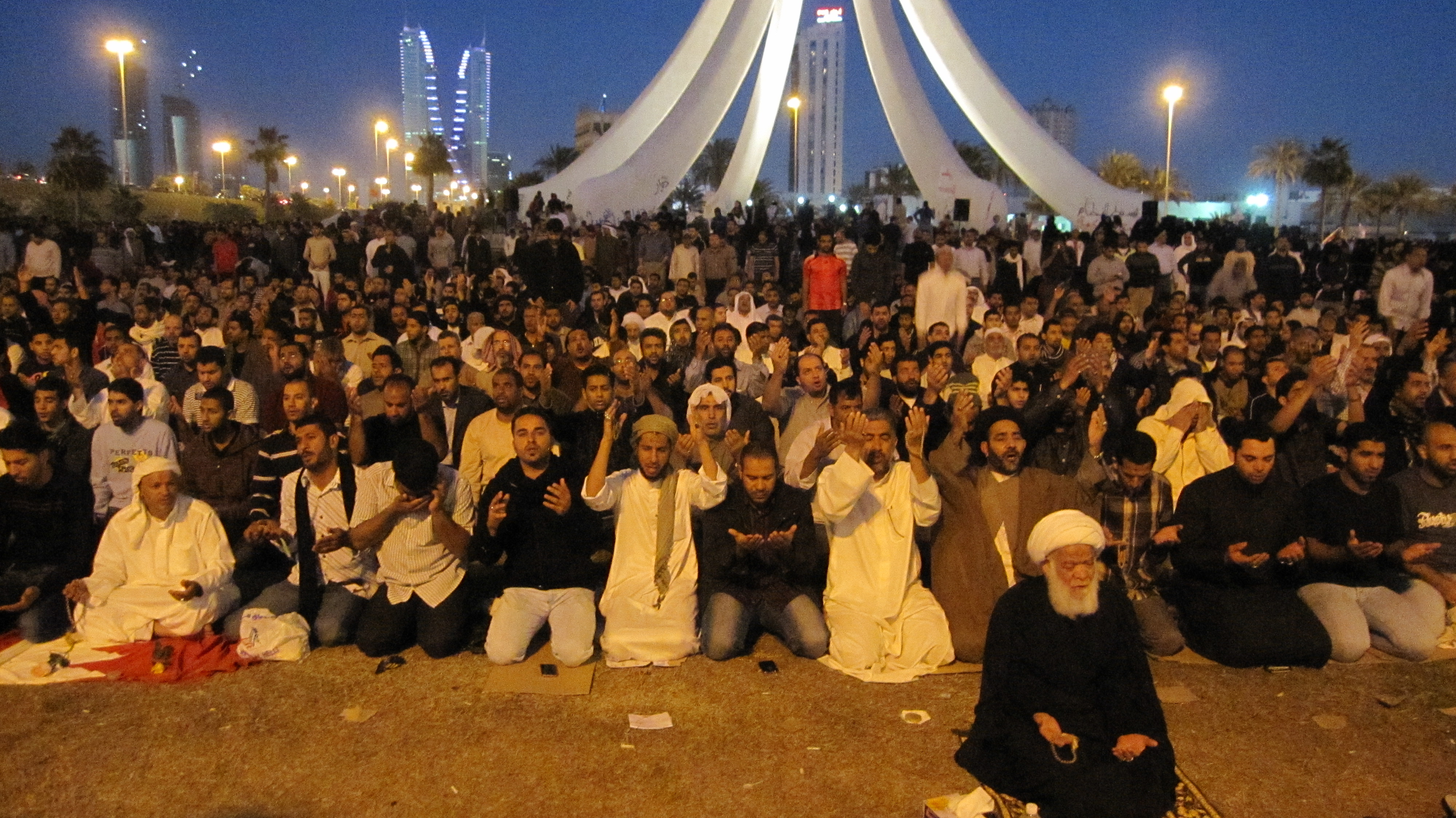
Szyici w Bahrajnie

Szyicki talizman z XIX wieku z terytorium Iranu

Szyizm (od arab. شيعة علي, szī'at Ali – stronnictwo Alego) – obok sunnizmu i charydżyzmu jeden z trzech głównych nurtów współczesnego islamu, drugi po sunnizmie co do liczby wyznawców.
W Polsce często używa się określenia szyizm na będący jego największym odłamem imamizm. Mniejszość szyicka zamieszkuje także Polskę.

## Historia
Rozdział w islamie na sekty dokonał się w wyniku sporu o sukcesję po śmierci Mahometa. Według szyitów, prawowitymi następcami ostatniego proroka są jedynie członkowie jego rodziny, potomkowie Alego i córki proroka, Fatimy. Szyici nie uznają rządów trzech pierwszych sunnickich kalifów (a także ich kontynuatorów z dynastii Umajjadów i Abbasydów) jako prawowiernych, twierdząc iż uzurpowali oni władzę należną od samego początku tylko Alemu i jego potomkom.
Ali został wybrany kalifem w roku 656 po tym, jak zamordowano kalifa Usmana z rodu Umajjadów. Jego wybór od razu spotkał się z wrogością pozostałych Umajjadów, na których czele stał namiestnik Syrii Mu’awija, jak i A’iszy, która współdziałała z zawiedzionymi w swoich nadziejach pretendentami do kalifatu: Talhą i Zubajrem. Ali pokonał armię A’iszy, Talhy i Zubajra w bitwie wielbłądziej, jednak bitwa z Mu’awiją na równinie Siffin zakończyła się bez rozstrzygnięcia. Ostatecznie Ali zginął w roku 661 w wyniku charydżyckiego zamachu, zaś jego syn Hasan chwilowo zrezygnował z roszczeń do kalifatu na rzecz Mu’awiji, pod warunkiem iż ten m.in. nie ogłosi swojego następcy i zaprzestanie prześladowań rodziny Mahometa. Krótko przed śmiercią, Mu’awija ogłosił swoim następcą własnego syna, Jazida. Po śmierci tego pierwszego w roku 680, o prawa rodziny Mahometa do kalifatu upomniał się jednak młodszy syn Alego, Husajn, który uważał, że zostały one chwilowo scedowane tylko osobiście na Mu’awiję. Husajn został jednak zabity przez armię syna Mu’awiji, Jazida, w bitwie pod Karbalą.

## Teologia

### Gałęzie szyizmu
- imamici – największa grupa, uznająca 12 imamów
  - Ali ibn Abi Talib
  - Hasan ibn Ali
  - Husajn ibn Ali
  - Ali ibn Husajn
  - Muhammad al-Bakir
  - Dżafar as-Sadik
  - Musa al-Kazim
  - Ali ar-Rida(inne języki)
  - Muhammad al-Dżawad(inne języki)
  - Ali al-Hadi(inne języki)
  - Hasan al-Askari(inne języki)
  - Muhammad al-Mahdi(inne języki)
- ismailici – druga grupa pod względem liczby wiernych, uznająca pierwszych 7 imamów (następnie ich sukcesorów)
- zajdyci – trzecia i najmniejsza grupa pod względem liczby wiernych, uznająca pierwszych 5 imamów (następnie ich sukcesorów)

### Filary islamu

#### Imamizm
Filary islamu imamickiego uwzględniają pięć Usul al-Din i dziesięć Furu al-Din, tzn. wierzenia i praktyki islamu:
1. Tawhid – Monoteizm: wiara w jedyność Boga
2. Adl – Boska sprawiedliwość: wiara w sprawiedliwość Boga
3. Nubułłah – Proroctwo
4. Imamat – Sukcesja po Mahomecie
5. Mi'ad – Dzień Sądu Ostatecznego i Zmartwychwstania

W dodatku do pięciu filarów, szyici imamici uwzględniają dziesięć obowiązkowych praktyk zwanych artykułami wiary:
1. Salat – obowiązkowa modlitwa odprawiana pięć razy dziennie, z twarzą zwróconą w stronę Mekki
2. Saum – post
3. Zakat – jałmużna
4. Chums – jałmużna
5. Hadżdż – pielgrzymka do Mekki
6. Dżihad – codzienna walka z samym sobą (np. przeciwko grzeszeniu), rzadziej walka zbrojna
7. Amr-bil-Maruf – żyć podług tego, co dobre i sprawiedliwe
8. Nahi Anil Munkar – zabraniać tego, co złe
9. Tawalla – okazywać miłość wobec dobra
10. Tabarra – potępiać i okazywać nienawiść wobec zła

#### Ismailizm
Szyici ismailici posiadają siedem filarów wiary:
1. Walajah (dosłownie „Kuratela”) – miłość wobec Boga, proroków, imamów i duʻāt (misjonarzy).
2. Tawhid – monoteizm, wiara w jedyność Boga.
3. Salat – obowiązkowa modlitwa odprawiana pięć razy dziennie, z twarzą zwróconą w stronę Mekki. W odróżnieniu od muzułmanów sunnickich, szyickich imamitów i innych ismailitów, nizaryci wierzą iż forma modlitwy jest ustalana i może być zmieniona przez żyjącego imama (zobacz Aga Chan).
4. Zakat – jałmużna.
5. Saum – post.
6. Hadżdż – pielgrzymka, różnie rozumiana przez poszczególne gałęzie ismailizmu. Jedne grupy odbywają ją do Mekki, inne jak np. Druzowie, rozumieją ją metaforycznie i w ogóle nie pielgrzymują fizycznie nigdzie.
7. Dżihad – codzienna walka z samym sobą (np. przeciwko grzeszeniu), rzadziej walka zbrojna.

### Mazhaby
Współcześnie w islamie szyickim funkcjonują szkoły prawa:
- szkoła dżafarycka (arab. ‏الجعفريون‎) – największa obecnie szkoła której zasad przestrzegają wszyscy imamici, część ismailitów i niektórzy zajdyci.
- szkoła batinijjska (arab. ‏باطنية, Bāṭiniyyah‎) – szkoła prawa przestrzegana przez alewitów, alawitów, druzów i większą część ismailitów[10], odmienna i samodzielna od szkoły dżafaryckiej. Ezoteryczna i gnostycka, gdzie kładzie się nacisk na batin[11].
- szkoła zajdycka – bazująca na naukach i poglądach Zajda ibn Alego, spisanych w jego książce Majmu’ al-Fiqh (arab. ‏مجموع الفِقه‎). Pod względem samego prawa i przepisów, różna od szkoły dżafaryckiej a podobna i zbliżona do sunnickiej szkoły hanafickiej[12].

### Hadisy
W tradycji szyickiej, uznaje się cztery zbiory hadisów zwane „Czterema Księgami” (arab. ‏الكتب الاربعة‎, Al-Kutub Al-Arbʿah'):
- Kitab al-Kafi, autor Muhammad ibn Jakub al-Kulajni,
- Man la yahduruhu al-Faqih, autor Ibn Babawajh,
- Tahdhib al-Ahkam i Al-Istibsar, oba zbiory autorstwa Szejka Tusiego.

Szyici nie uznają zbiorów sunnickich, np. Al-Buchariego, używając jedynie poszczególnych tradycji podczas debat teologicznych. Dla przykładu, muzułmanie sunniccy wierzą iż Mahomet poślubił Aiszę w momencie kiedy ta miała sześć lat i skonsumował ich małżeństwo kiedy miała dziewięć. Owe narracje wpłynęły na sunnickie mazhaby odnośnie do szariatu, otwierając drogę prawną do małżeństw z nieletnimi. Szyiccy uczeni wierzą iż w dniu małżeństwa Aisza miała co najmniej szesnaście lat, a sunnickie narracje jak wyżej są uznawane za błędne, wymyślone i obraźliwe wobec Mahometa.

## Demografia

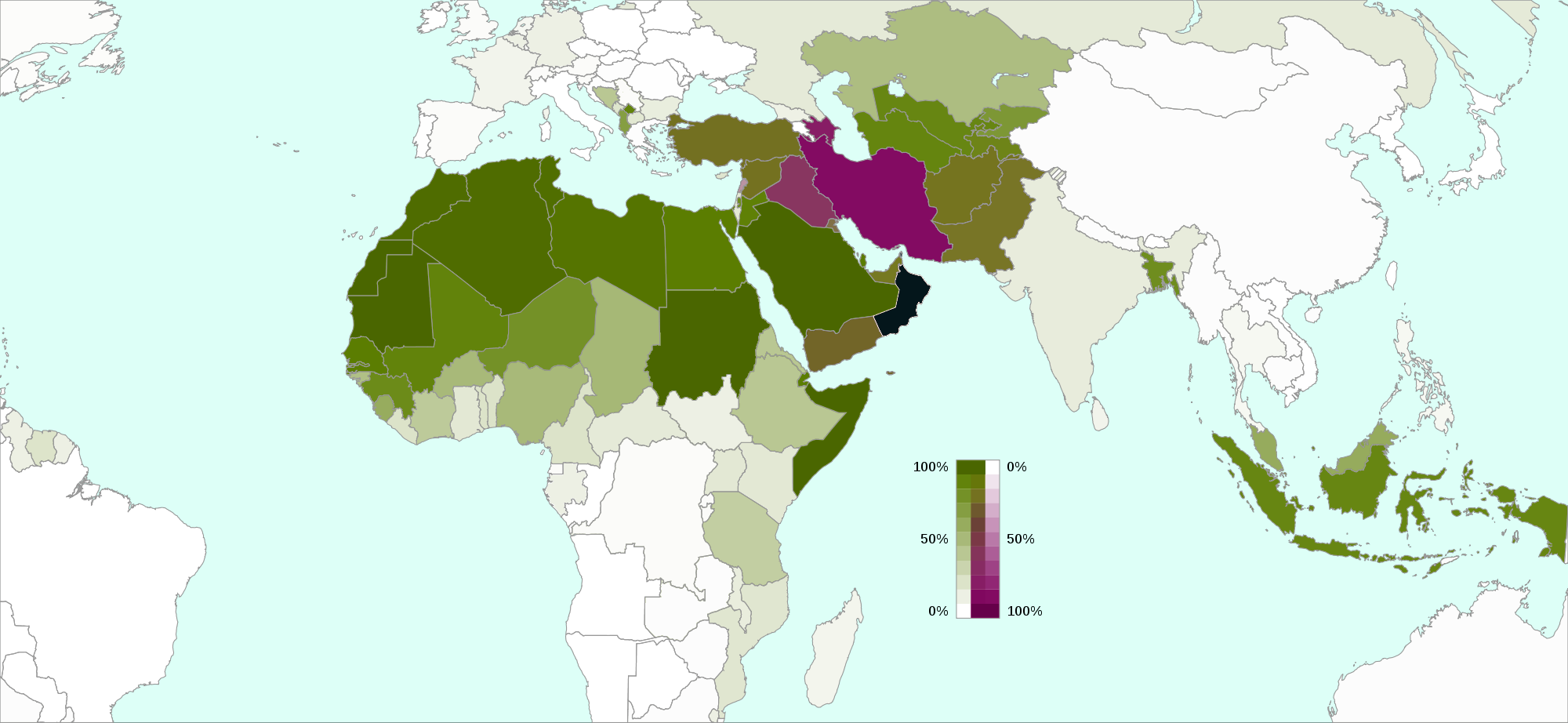
sunnici, szyici (którzy są nieoszacowani z powodu nieuwzględniania ich w oficjalnych statystykach np. w Turcji i Arabii Saudyjskiej oraz z powodu zasady takijji) i ibadyci.

### Odsetek szyitów w różnych krajach
Pierwotnie szyizm był wyznawany głównie przez muzułmanów pochodzenia arabskiego, ale za panowania dynastii Safawidów (1501–1773) doszło do nieomal całkowitej szyizacji niearabskiego Iranu. Dzisiaj szyicka szkoła islamu stanowi 10–20% światowej populacji muzułmanów. Islam szyicki dominuje głównie na terytorium (w nawiasie procent szyitów wśród muzułmanów):
- Iran (90–95%),
- Azerbejdżanu (85%[15]),
- Bahrajnu (65–75%),
- Iraku (65–70%).

Szyizm tworzy dużą mniejszość w:
- Jemenie (głównie zajdyci, 40–50%),
- Libanie (30–55%),
- Kuwejcie (30–40%),
- Indiach (25–35%),
- Turcji (głównie alewici, 25–30%),
- Arabii Saudyjskiej (15–20%),
- Syrii (głównie alawici, 15–20%).

W pozostałych krajach populacja szyitów pośród muzułmanów wynosi od 1 do 20%: Katar 10%, Nigeria 10–15%, Pakistan, Afganistan 10–20%, Indonezja, Malezja. W Europie Szwecja 20–40%, Gruzja 15–25%, Bułgaria 10–15%, Grecja 10–15%, Niemcy 10–15%, Francja 2–3%.

### Szyici w Polsce
Szyici byli obecni w Polsce od czasu pierwszych kontaktów z kupcami arabskimi.
Początki zorganizowanego powstawania ruchu szyickiego w Polsce sięgają okresu PRL-u, kiedy to zaczęły się tworzyć pierwsze nieformalne grupy muzułmanów szyitów w Warszawie i jej okolicach, złożone z młodych Polaków-konwertytów oraz studentów z krajów muzułmańskich. W mieszkaniach i domach prywatnych zaczęto organizować spotkania, wspólne modlitwy, obchody świąt islamskich, wykłady i nauczanie religii.
Na terenie dzisiejszej Polski szyici stanowią mniejszość pośród muzułmanów. Nie istnieją także żadne meczety szyickie (zarówno istniejące, jak i budowane, są sunnickie). Na obowiązkowe piątkowe modły polscy szyici spotykają się w prywatnych salach modlitewnych. Istnieją plany budowy meczetu szyickiego, ale są one odległe ze względu na brak funduszy. W odróżnieniu od sunnitów, szyici w Polsce nie uzyskują wsparcia finansowego z zagranicy.
Związkiem wyznaniowym zrzeszającym polskich wyznawców islamu szyickiego jest powstałe na terenie Polski w 1937 roku, a zarejestrowane w 1989, z siedzibą w Warszawie, Stowarzyszenie Jedności Muzułmańskiej, pozostające w bliskim kontakcie i współpracy z najważniejszymi międzynarodowymi organizacjami szyickimi, a także z innymi organizacjami muzułmańskimi w Polsce. Funkcję Naczelnego Imama Stowarzyszenia pełni obecnie Rafał Ahmed Berger.

## Prześladowania
Od czasu śmierci proroka Mahometa i uznania sukcesji po nim, historia stosunków sunnicko-szyickich jest często naznaczona przemocą. Szyicka mniejszość na przestrzeni wieków była eksterminowana przez sunnicką większość i jej władców, którzy traktowali szyitów jako zagrożenie dla swojej władzy politycznej i religijnej. Szyici do dziś są ofiarami zorganizowanej dyskryminacji w wielu krajach większościowo sunnickich, włącznie z zakazem praktykowania islamu, budowania meczetów, czy nawet czytania Koranu. Historycznie, prześladowania trwały już za panowań sunnickich kalifatów Umajjadów (661–750) i Abbasydów (750–1258) oraz imperium osmańskiego (1299–1923).

### Przykłady
Wybrane przykłady anty-szyickiego prześladowania:
- Za panowania Umajjadów doszło do serii masakr najbliższej rodziny i towarzyszy proroka Mahometa (Bitwa pod Siffin, Bitwa Wielbłądzia), kulminacyjnym punktem była bitwa pod Karbalą stoczona 10 października 680 roku.
- Prześladowania dalszej rodziny proroka i szyitów były kontynuowane za panowania kalifatu Abbasydów.
- W 1514 roku sułtan osmański Selim I Groźny nakazał masakrę 40 000 szyitów anatolijskich[26]. Według Dżalala Al-e-Ahmada, „Sułtan Selim I posunął się do takiego stopnia iż stwierdził, że zabicie jednego szyity ma większą wartość w tym świecie i następnym jak zabójstwo 70 chrześcijan”[27].
- Współcześnie szyici są nagminnie prześladowani w Arabii Saudyjskiej, Bahrajnie (większość kraju jest szyicka, ale rządzi sunnicka rodzina Al Chalifa), Pakistanie, Iraku, w Afganistanie (pod rządami Talibów). Prześladowania wiążą się z:
  - rewindykacją szyickich meczetów (burzenie, zamykanie, adaptowane na meczety sunnickie),
  - dyskryminacją pracowniczą,
  - torturami,
  - zabójstwami przez „nieznanych sprawców”,
  - przymykaniem oka przez rządy na zamachy terrorystyczne (Al-Kaida, Talibowie, inne grupy wahhabickie) wymierzone w szyitów.

W wahhabickiej Arabii Saudyjskiej został swego czasu nawet ogłoszony zakaz odbywania obowiązkowego hadżu dla szyitów. Zakaz później zniesiono, ale do dzisiaj wnioski szyitów ubiegających się o wizę aby odbyć hadż są często odrzucane. Szyici nawet podczas hadżu padają ofiarami nienawiści, choć zgodnie z nakazami religii wszelka przemoc podczas pielgrzymki jest zakazana.

## Wkład do rozwoju cywilizacji
Szyici znacząco przyczynili się do postępu ludzkości w ogóle i świata islamu. Ich obszerny wkład pojawił się w wielu dziedzinach w historii i epoce nowożytnej, w tym filozofia, kalam, logika, literatura, poezja,  proza, medycyna, inżynieria, sztuki, składnia, astronomia, matematyka, geografia, historiografia, polityka i chemia.
Wprowadzili kropki na literach Koranu i alfabetu arabskiego.